# Lawrence Norfolk
Lawrence Norfolk (Londra, 1963) è uno scrittore britannico, autore di romanzi storici.

## Biografia
Trascorsi i primissimi anni di vita in Iraq, rientrato in patria dopo la Guerra dei sei giorni cresce nella West Country inglese. Studia al King's College London.
Nel 1991 pubblica la sua prima opera, La mirabolante avventura di John Lemprière, erudito nel secolo dei lumi (Lemprière's Dictionary), un romanzo storico ambientato nel XVIII secolo e incentrato sulla figura dell'erudito John Lemprière, autore di un dizionario di mitologia greco-latina, coinvolto dall'autore in «una sorprendente e labirintica spy-story in costume». È un esordio di successo, premiato con il Somerset Maugham Award e pubblicato in ventidue lingue.
Il successivo Un rinoceronte per il papa (1996), ambientato nel XVI secolo, è ispirato alla vicenda dell'invio in regalo da parte di Manuele I del Portogallo a Papa Leone X di un rinoceronte. In La caccia al cinghiale (2000) Norfolk riallaccia eventi della Seconda guerra mondiale alla mitologia greca.
La grande festa di John Saturnall (2012), ambientato nel XVII secolo, durante la Guerra civile inglese, vende due milioni di copie tra Regno Unito e Stati Uniti  e viene incluso dal Wall Street Journal tra i migliori romanzi dell'anno.

## Opere
- La mirabolante avventura di John Lemprière, erudito nel secolo dei lumi (Lemprière's Dictionary) (1991) - edizione italiana: Frassinelli, 1996. ISBN 8876844139
- Un rinoceronte per il papa (The Pope's Rhinoceros) (1996) - Frassinelli, 1999. ISBN 887684581X
- La caccia al cinghiale (In the Shape of a Boar) (2000) - Frassinelli, 2002. ISBN 8876847154
- La grande festa di John Saturnall (John Saturnall's Feast) (2012) - Frassinelli, 2013